# پارگو آرکپیسکوپوس مارتیروسیان
اسقف اعظم پارگو آرکپیسکوپوس مارتیروسیان (ارمنی: Պարգև արքեպիսկոպոս Մարտիրոսյան؛  زادهٔ ۲۰ مارس ۱۹۵۴)، کشیش ارتدوکس شرقی اهل جمهوری آرتساخ است.

## زندگی‌نامه
وی در ۲۰ مارس ۱۹۵۴ در سومقاییت به دنیا آمد و از دانشکده علوم الهی گئورگیان و  دانشگاه دولتی زبان‌ها و علوم اجتماعی بروسوف ایروان فارغ‌التحصیل گشت. همچنین برندهٔ جوایزی همچون مدال گارگین نژده، قهرمان آرتساخ، مدال مارشال باغرامیان و مدال درجه 2 خدمت به سرزمین مادری شده است.